# Terapie cu celule stem
Terapia cu celule stem utilizează celule stem pentru a trata sau a preveni o boală sau o afecțiune. Din 2024, singura terapie aprobată de FDA care utilizează celule stem este transplantul de celule stem hematopoietice. Acesta ia de obicei forma unui transplant de măduvă osoasă sau de celule stem din sângele periferic, dar celulele pot fi, de asemenea, derivate din sângele din cordonul ombilical. Sunt în curs de desfășurare cercetări pentru a dezvolta diferite surse de celule stem, precum și pentru a aplica tratamente cu celule stem pentru bolile neurodegenerative și afecțiuni precum diabetul și bolile de inimă.